# Saint-Nom-de-Jésus
Saint-Nom-de-Jésus est un des plus anciens quartiers de l'arrondissement Chicoutimi de la ville de Saguenay, au Québec.

## Situation
Saint-Nom-de-Jésus est situé à Rivière-du-Moulin, entre le quartier Saint-Isidore et le centre-ville de Chicoutimi. Il est à l'embouchure de la rivière du Moulin ou Langevin et longe la rivière Saguenay.

## Histoire
Le quartier tire son nom de la paroisse de Saint-Nom-de-Jésus, créée en 1950 et dissoute en 2002.
Bâtiments importants
- Ancienne église Saint-Nom-de-Jésus, construite en 1951[2],[3],[4].
- Ancienne école Saint-Nom-de-Jésus.

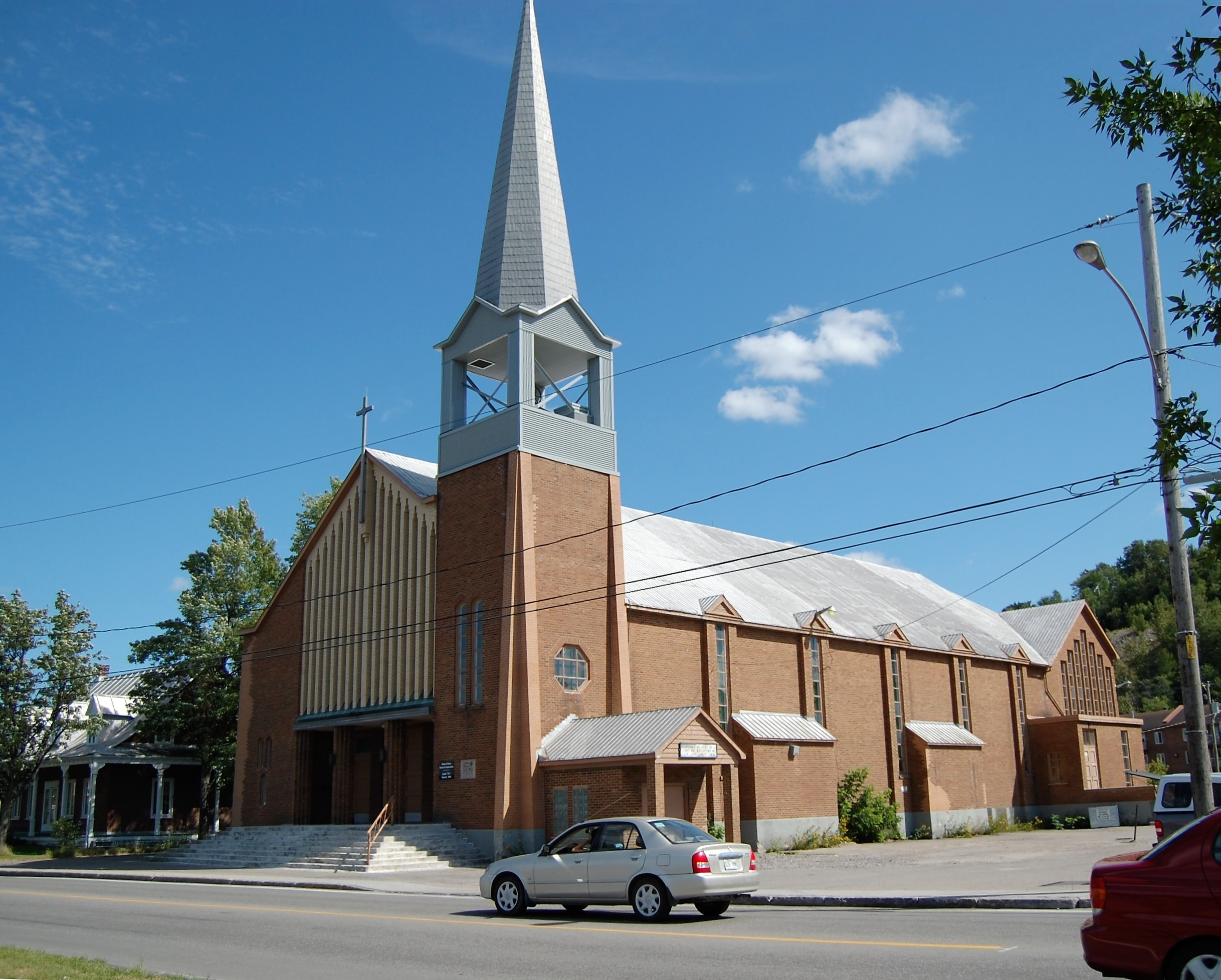
Ancienne église Saint-Nom-de-Jésus
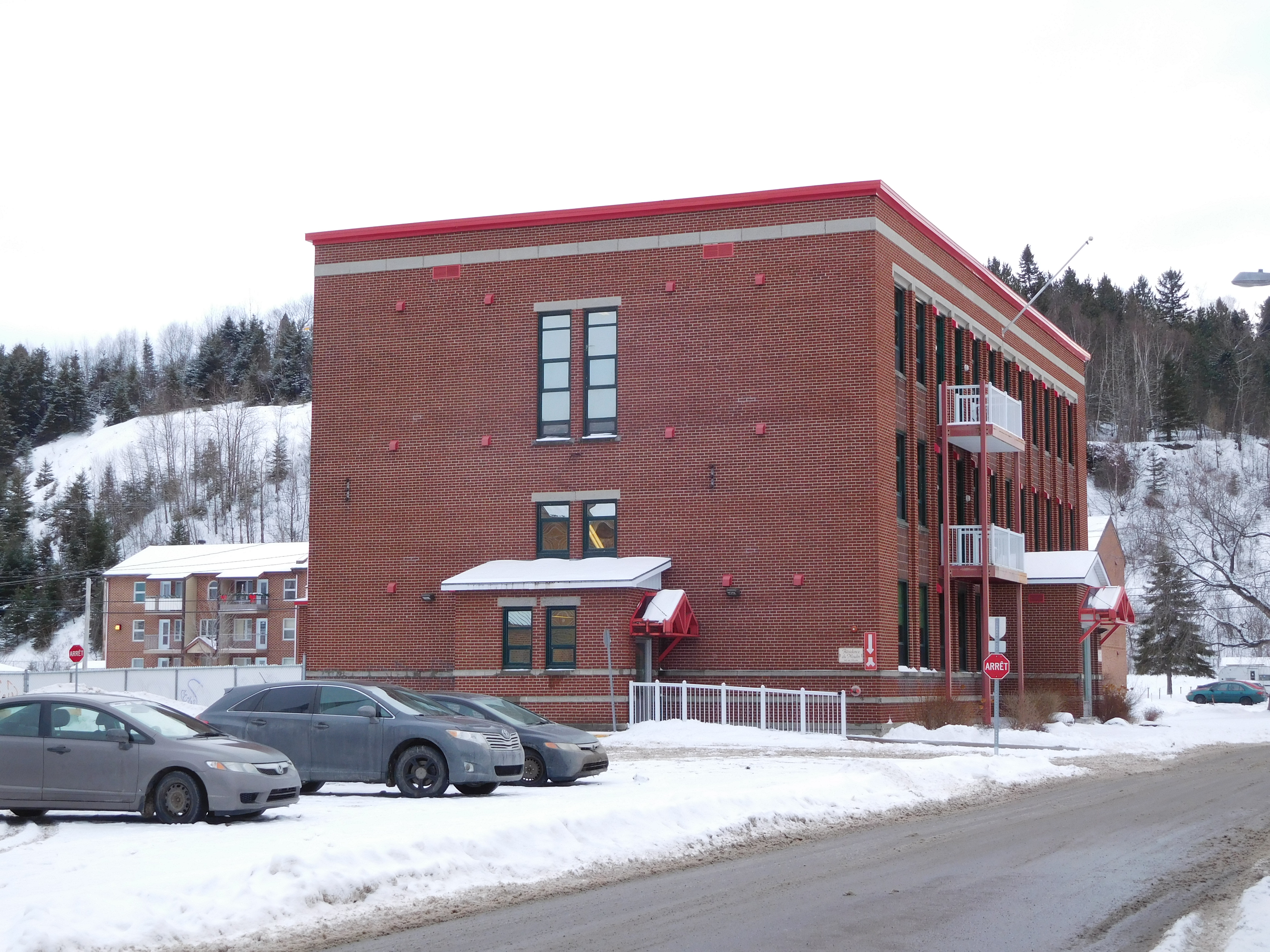
Résidence du Moulin[5] (ancienne école)
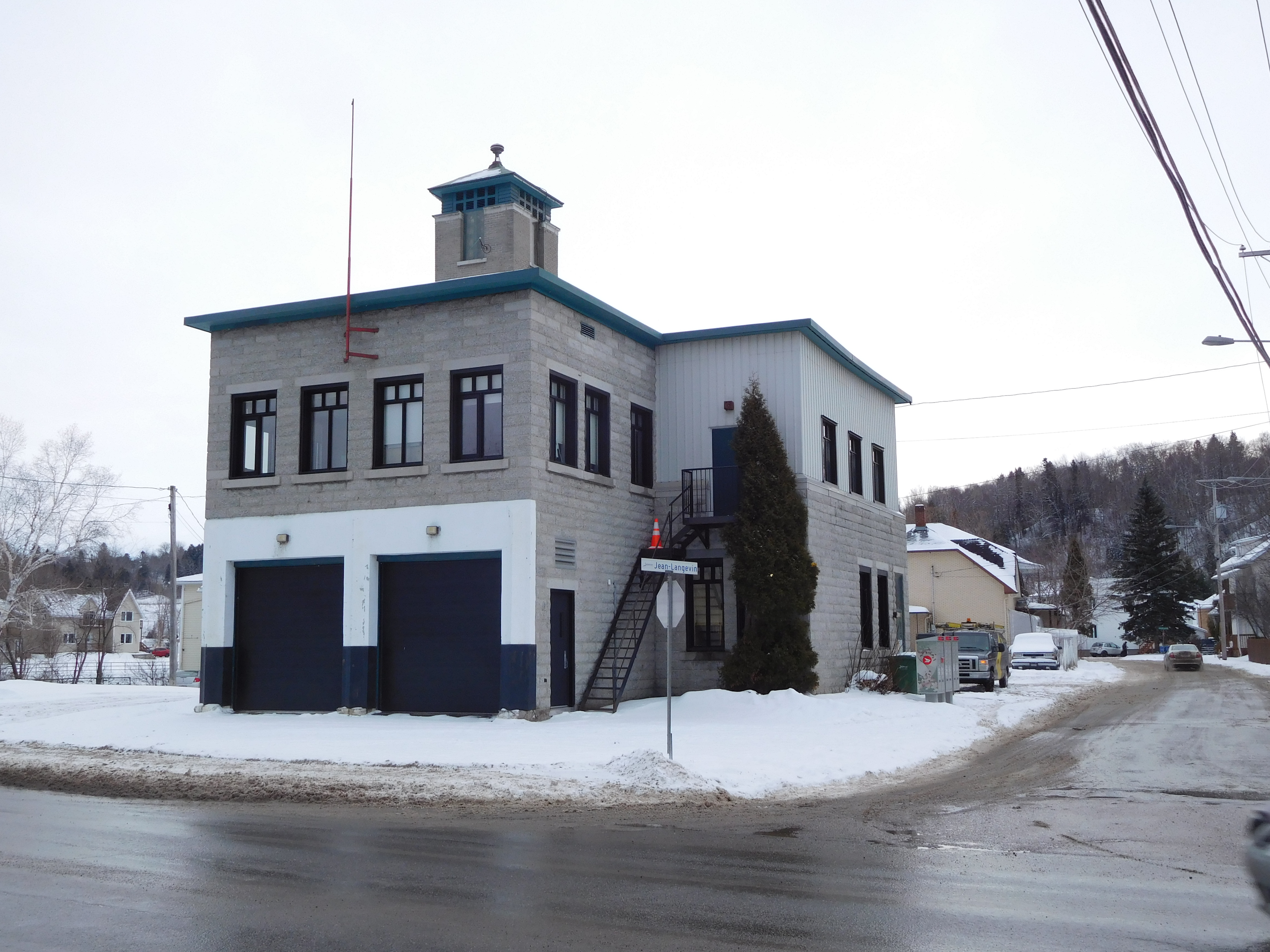
Ancienne caserne de pompiers